# كيث أوربان
كيث ليونيل أوربان (بالإنجليزية: Keith Urban)‏ (ولد في 26 أكتوبر 1967) هو مغني كنتري أسترالي، ومؤلف أغاني  وعازف جيتار، وموسيقار ومنتج. أصدر في عام 1991 ألبومه الأول قبل أن ينتقل إلى الولايات المتحدة في العام التالي. بدأ العمل هناك كعارف غيتار قبل أن يقوم بإنشاء فرقة تدعى ذا رانش، التي قامت بإصدار ألبوم إستديو واحد مع شركة كابيتل ناشفيل.
عندما كان لا يزال مرتبطا مع تسجيلات الكابيتول،  قام كيث بتسجيل عمله الأمريكي المنفرد لأول مرة في عام 1999. إعتمد بشهادة البلاتنيوم في الولايات المتحدة ، وحصلت أغنيته «ولكن بنعمة الله» على المرتبة الأولى  في هت كانتري سونغ . 

## روابط خارجية
- كيث أوربان على موقع IMDb (الإنجليزية)
- كيث أوربان على موقع الموسوعة البريطانية (الإنجليزية)
- كيث أوربان على موقع ألو سيني (الفرنسية)
- كيث أوربان على موقع ميوزك برينز (الإنجليزية)
- كيث أوربان على موقع رولينغ ستون (الإنجليزية)
- كيث أوربان على موقع إن إن دي بي (الإنجليزية)
- كيث أوربان على موقع أول ميوزيك (الإنجليزية)
- كيث أوربان على موقع ديسكوغز (الإنجليزية)
- كيث أوربان على موقع قاعدة بيانات الفيلم (الإنجليزية)